# Román Vega
Román Vega, né le 1er janvier 2004 à San Miguel en Argentine, est un footballeur argentin qui évolue au poste d'arrière gauche au Zénith Saint-Pétersbourg.

## Biographie

### Boca Juniors
Né à San Miguel dans la province de Buenos Aires en Argentine, Román Vega est formé par l'Argentinos Juniors.
Il fait finalement ses débuts officiels en professionnel le 9 mai 2021, lors d'une rencontre de première division d'Argentine contre l'Estudiantes de La Plata. Il entre en jeu et son équipe l'emporte par deux buts à zéro. 
Le 1er septembre 2022, Román Vega rejoint le FC Barcelone sous la forme d'un prêt d'une saison avec option d'achat. Il est dans un premier temps intégré à l'équipe B du club.
Le 3 juillet 2025, Román Vega rejoint le Zénith Saint-Pétersbourg. Il signe un contrat de cinq ans, soit jusqu'en juin 2030.

### En sélection
Román Vega représente l'équipe d'Argentine des moins de 20 ans. Il est retenu avec cette équipe par le sélectionneur Javier Mascherano afin de participer à la coupe du monde des moins de 20 ans en 2023. Lors de cette compétition organisée en Argentine il joue deux matchs dont un comme titulaire. Son équipe est éliminée en huitièmes de finale par le Nigeria (0-2 score final).